# Мазар, Биньямин
Биньямин Мазар (28 июня 1906 — 9 сентября 1995) — пионер израильской археологии, «отец» библейской археологии. Дедушка Эйлат Мазар. Проводил раскопки в важнейших библейских местах, в том числе Иерусалима.

## Биография
Родился в городе Цехановец в Польше, в то время эта территория была частью Российской Империи, получил образование в Берлинском и Гисенском университетах в Германии. В 23 года эмигрировал в Подмандатную Палестину. С 1943 на факультете Еврейского университета в Иерусалиме.

## Раскопки
В 1936 году проводил раскопки в Бейт-Шеарим, ставшие первыми археологическими исследованиями, организованными еврейской организацией. В 1948 первым получил право на раскопки в только что созданном Государстве Израиль и раскопал город филистимлян Тель-Касиль в северной части Тель-Авива. Затем проводил раскопки в Эйн-Геди, а в 1968—1978 — в окрестностях Храмовой горы в Иерусалиме.

## Награды и премии
- Премия Израиля (1968)[4]
- Премия Якир Йерушалаим (1968)[5]
- Премия Харви от Техниона (1986)[6]